# 9. leden
9. leden je devátý den roku podle gregoriánského kalendáře. Do konce roku zbývá 356 dní (357 v přestupném roce). Svátek má Vladan.

## Události

### Česko
- 1370 – Karel IV. vydal nařízení omezující dovoz cizích vín do Prahy, aby podpořil vlastníky českých vinic.
- 1520 – Zemský sněm povolil Štěpánu Šlikovi razit jáchymovský tolar.
- 1572 – Brno dostalo od krále Maxmiliána II. královské povolení vystrkovat v trhovních dnech korouhvičky. Po dobu, kdy byly vyvěšené, nesměli přespolní na tržištích nic nakupovat.
- 1904 – Byl zahájen parní provoz na dráze Hrušov – Polská Ostrava.
- 1939 – Po uzavření Osvobozeného divadla se Voskovec, Werich a Ježek rozhodli pro emigraci, protože situace v Československu byla pro ně neúnosná.
- 1983
  - Mluvčími Charty 77 se stali Anna Marvanová, Jan Kozlík a Radim Palouš.
  - V Harrachově vytvořil Pavel Ploc nový světový rekord v letech na lyžích, když skočil 181 metrů, v závodě však nevyhrál.
- 1991 – Listina základních práv a svobod se stala po přijetí Federálním shromážděním součástí ústavního řádu ČSFR.
- 2006 – Havárie kolínské chemičky Draslovka
- 2007 – Byla jmenována druhá vláda Mirka Topolánka.

### Svět
- 1558 – Ženeva se stala nezávislou na Bernském kantonu.
- 1570 – Ruský car Ivan IV. Hrozný dal zabít přes 1 500 obyvatel Novgorodu.
- 1792 – Dohodou z Jasy (Rumunsko) byla ukončena válka mezi Ruskem a Osmanskou říší.
- 1839 – Francouzská akademie věd oznámila objev daguerrotypie, fotografického procesu vynalezeného Louisem Daguerrem.
- 1916 – První světová válka: Po téměř roce bojů skončila bitva o Gallipoli tureckým vítězstvím nad Velkou Británií a Francií.
- 1962 – Uzavřena obchodní smlouva mezi Kubou a SSSR.
- 2005
  - Súdánská vláda a zástupci povstalců z jihu země podepsali v keňském hlavním městě Nairobi mírovou smlouvu.
  - Palestinským prezidentem byl zvolen Mahmúd Abbás.

## Narození
Automatický abecedně řazený seznam viz Kategorie:Narození 9. ledna

### Česko

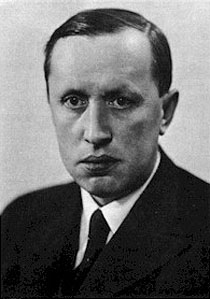
Karel Čapek (* 1890)

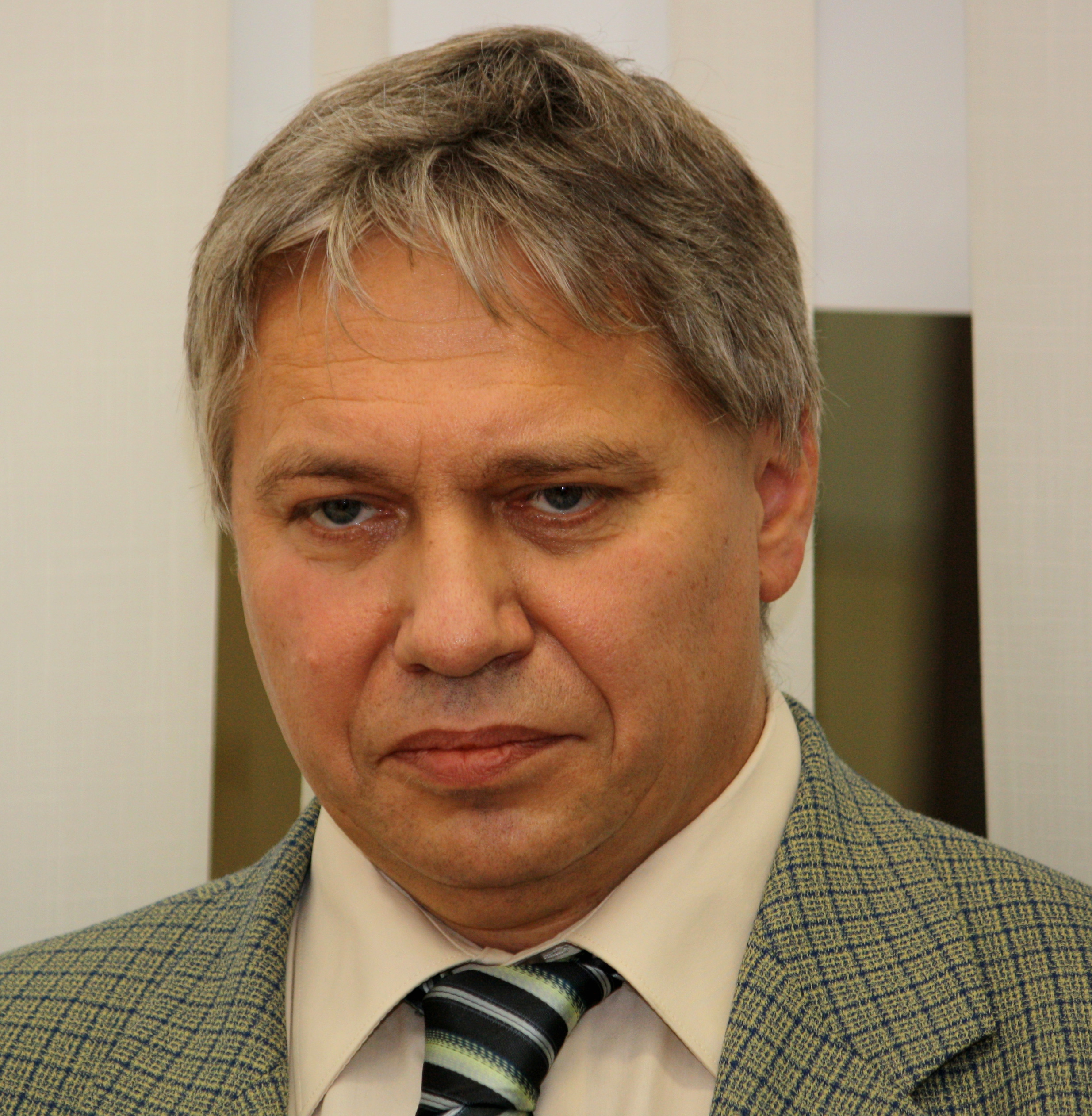
Petr Kulhánek (* 1959)

- 1756 – Jan Jeltsch, kanovník litoměřické kapituly († 15. prosince 1822)
- 1819 – František Gregora, hudební skladatel († 27. ledna 1887)
- 1820
  - Antonín Schmidt, notář a politik († 19. září 1897)
  - Pavel Křížkovský, hudební skladatel a sbormistr († 8. května 1885)
- 1822 – Carl Franz Benisch, architekt s orientací na historismus a eklekticismus († 30. října 1896)
- 1831 – Josef Symerský, děkan olomoucké teologické fakulty († 15. září 1896)
- 1834 – Jan Šabata, rakousko-český politik († 12. ledna 1906)
- 1839
  - Gustav Karl Laube, geolog a paleontolog († 12. dubna 1923)
  - Wilhelm Kotz von Dobrz, rakouský šlechtic působící a žijící v Čechách († 30. července 1906)
- 1845 – Čeněk Ryzner, lékař, archeolog a sběratel († 12. února 1923)
- 1846 – Jakub Seifert, herec a režisér († 29. října 1919)
- 1854 – Josef Richard Sobitschka, rakousko-český podnikatel a politik († 23. května 1940)
- 1855 – František Dostál, poslanec Českého zemského sněmu a Říšské rady, starosta Morašic († 1921)
- 1856 – Alois Provazník, varhaník a hudební skladatel († 31. ledna 1938)
- 1860 – Karel Kálal, pedagog a spisovatel († 4. srpna 1930)
- 1861
  - Hugo Rex, lékař a univerzitní profesor († 13. srpna 1936)
  - František Wald, profesor fyzikální chemie, rektor ČVUT († 19. října 1930)
- 1866 – Ladislav Krouský, zakladatel a sanatoria pro rekonvalescenty ve Stupčicích († 1. listopadu 1929)
- 1867 – Jaroslav Mattuš, československý politik († 22. prosince 1919)
- 1874 – Štěpán Zálešák, sochař a řezbář († 30. října 1945)
- 1881 – Julius Brach, šachista († 4. července 1938)
- 1885 – Karel V. Rypáček, novinář a překladatel († 11. března 1957)
- 1888 – Jan Hilbert Vávra, operní pěvec, hudebník a pedagog († 8. ledna 1950)
- 1890 – Karel Čapek, spisovatel († 25. prosince 1938)
- 1893 – Josef Váňa, legionář, československý generál († 6. dubna 1976)
- 1895 – Oldřich Hlaváč, spisovatel a stomatolog († 18. prosince 1942)
- 1897 – Richard Zika, houslista, hudební skladatel a pedagog († 10. listopadu 1947)
- 1898 – Otakar Jandera, atlet a trenér († 25. března 1977)
- 1903 – Bohumil Rolek, politik († 16. května 1961)
- 1904 – Albert Kutal, historik umění († 27. prosince 1976)
- 1905 – Jiří Brauner, děkan Vysokého učení technického v Brně († 23. ledna 2008)
- 1913 – Vladimír Sýkora, slovenský dramatik českého původu († 19. října 1942)
- 1916 – Felix Zbořil, voják a politický vězeň komunistického režimu († 11. července 1991)
- 1920 – Marie Miková, politička († 25. srpna 2018)
- 1929 – Darek Vostřel, herec († 4. listopadu 1992)
- 1930 – Ladislav Sysala, hokejista a fotbalista († 13. června 2007)
- 1931
  - Pavel Knihař, příslušník Francouzské cizinecké legie († 2. května 2018)
  - Jan Šebestík, filozof vědy
- 1932
  - Přemysl Coufal, tajně vysvěcený kněz, oběť komunizmu († 24. února 1981)
  - Miroslav Zavadil, komunistický politik († 15. listopadu 2005)
- 1933 – Vilém Prečan, historik
- 1937 – Jiří Juchelka, politik
- 1939 – Milan Horyna, vodní slalomář
- 1941
  - Tomáš Vlček, historik, teoretik umění a fotograf
  - Josef Jelínek, fotbalista
- 1942 – Vladimír Zeman, politik († 8. dubna 2013)
- 1944 – Jan Lacina, moravský geobiocenolog, lesník, krajinný ekolog a spisovatel († 21. března 2020)
- 1945 – Ladislav Urban, politik
- 1947 – Vlasta Reittererová, muzikoložka a překladatelka
- 1948 – Petr Rezek, fenomenologický filozof a teoretik umění
- 1950 – Josef Klíma, basketbalista
- 1951 – Jiří Prager, dabér a herec
- 1952 – Marek Zvelebil, česko-britský archeolog († 7. července 2011)
- 1955 – Jan Jirásek, hudební skladatel
- 1956 – Zdeněk Adamec, atlet a oštěpař
- 1957
  - Jan Sahara Hedl, zpěvák, textař a písničkář
  - Petr Holodňák, archeolog
  - Oldřich Lomecký, politik
  - Vlastimil Mařinec, atlet
- 1959
  - Petr Kulhánek, teoretický fyzik
  - Radovan Schaufler, architekt
  - Evald Rucký, biskup a člen Rady Jednoty bratrské
- 1960 – Michal Peprník, amerikanista a profesor americké literatury
- 1961 – Martina Gasparovičová, herečka
- 1962 – Oldřich Smolík, fotbalista
- 1963 – Jiří Parma, reprezentant ve skoku na lyžích
- 1966 – Martina Formanová, spisovatelka a scenáristka
- 1967
  - Dagmar Doubravová, občanská aktivistka, zakladatelka Rubikon Centra
  - Zbyněk Novotný, politik
  - Radek Sušil, politik
- 1971
  - Radim Fiala, herec
  - Tomáš Kořének, hudební skladatel a herec
- 1972 – Rostislav Václavíček, fotbalista
- 1973 – Martin Chuman, fotbalista
- 1975 – René Formánek, fotbalista
- 1976
  - Radek Bonk, hokejista
  - Albert Kutal, historik umění a vysokoškolský pedagog
- 1981 – Bronislav Sobotka, podnikatel, youtuber, středoškolský učitel
- 1982 – Michal Zuna, politik a podnikatel
- 1983 – Lydie Franka Bartošová, politička a knihovnice, manželka Ivana Bartoše
- 1986
  - Jarmila Machačová, reprezentantka v cyklistice
  - Ivana Odehnalová, divadelní herečka
- 1987 – Jiří Havránek, fotbalový brankář
- 1988 – Lukáš Cikánek, hokejový brankář
- 1990 – Lenka Mechlová, reprezentantka v orientačním běhu
- 1994
  - Radek Faksa, lední hokejista
  - Lukáš Zima, fotbalový brankář
- 1996 – Vítek Vaněček, lední hokejový brankář
- 2000 – Daniel Dvořák, hokejový brankář

### Svět

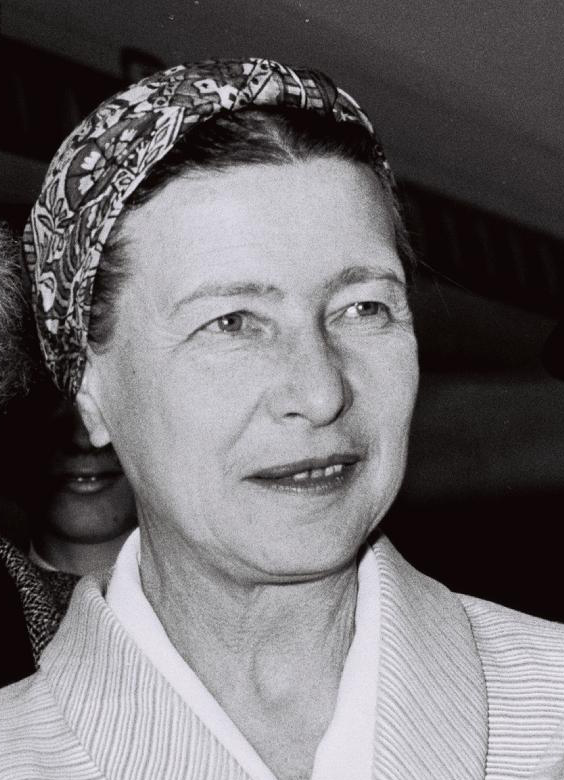
Simone de Beauvoir (* 1908)

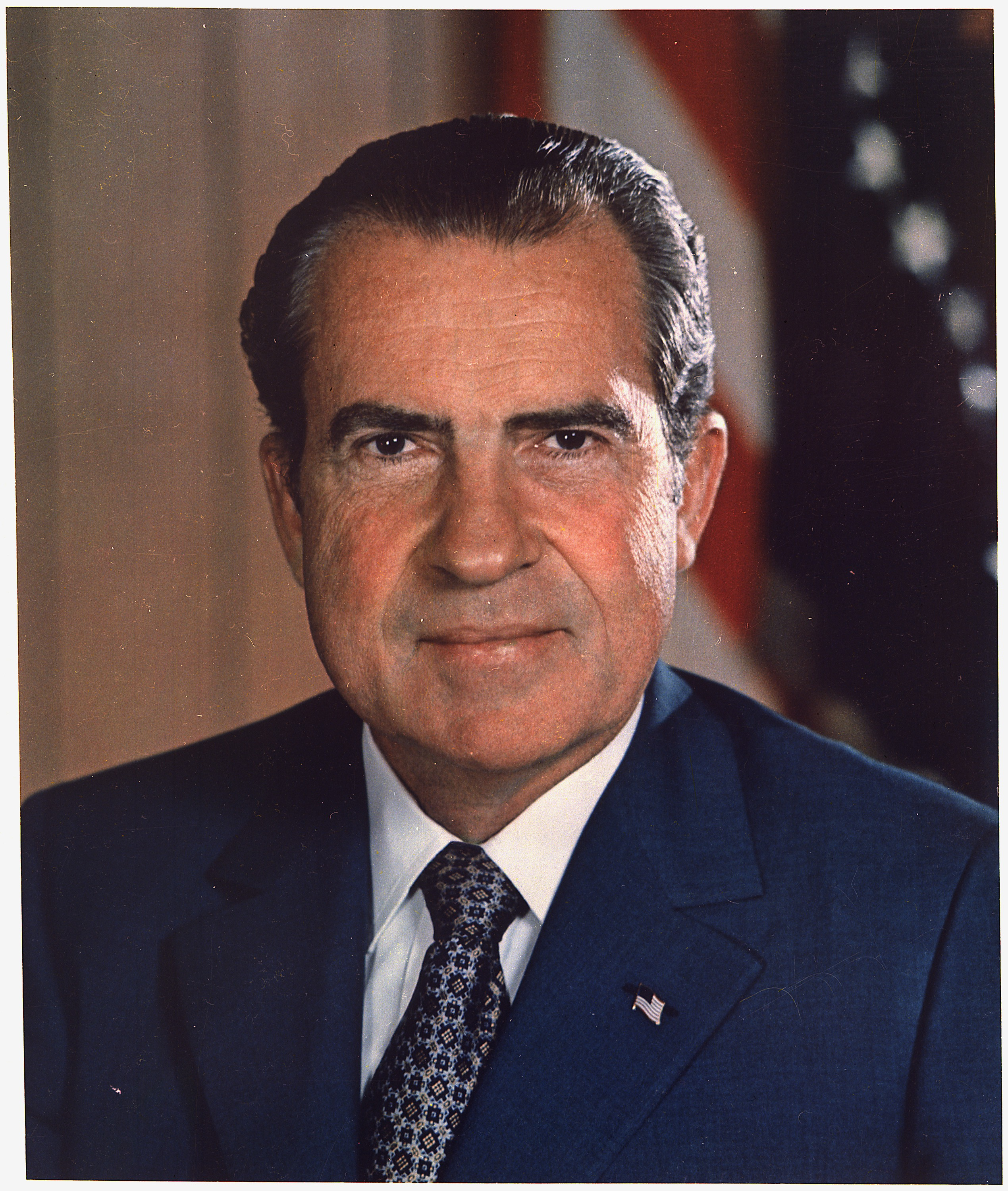
Richard Nixon (* 1913)

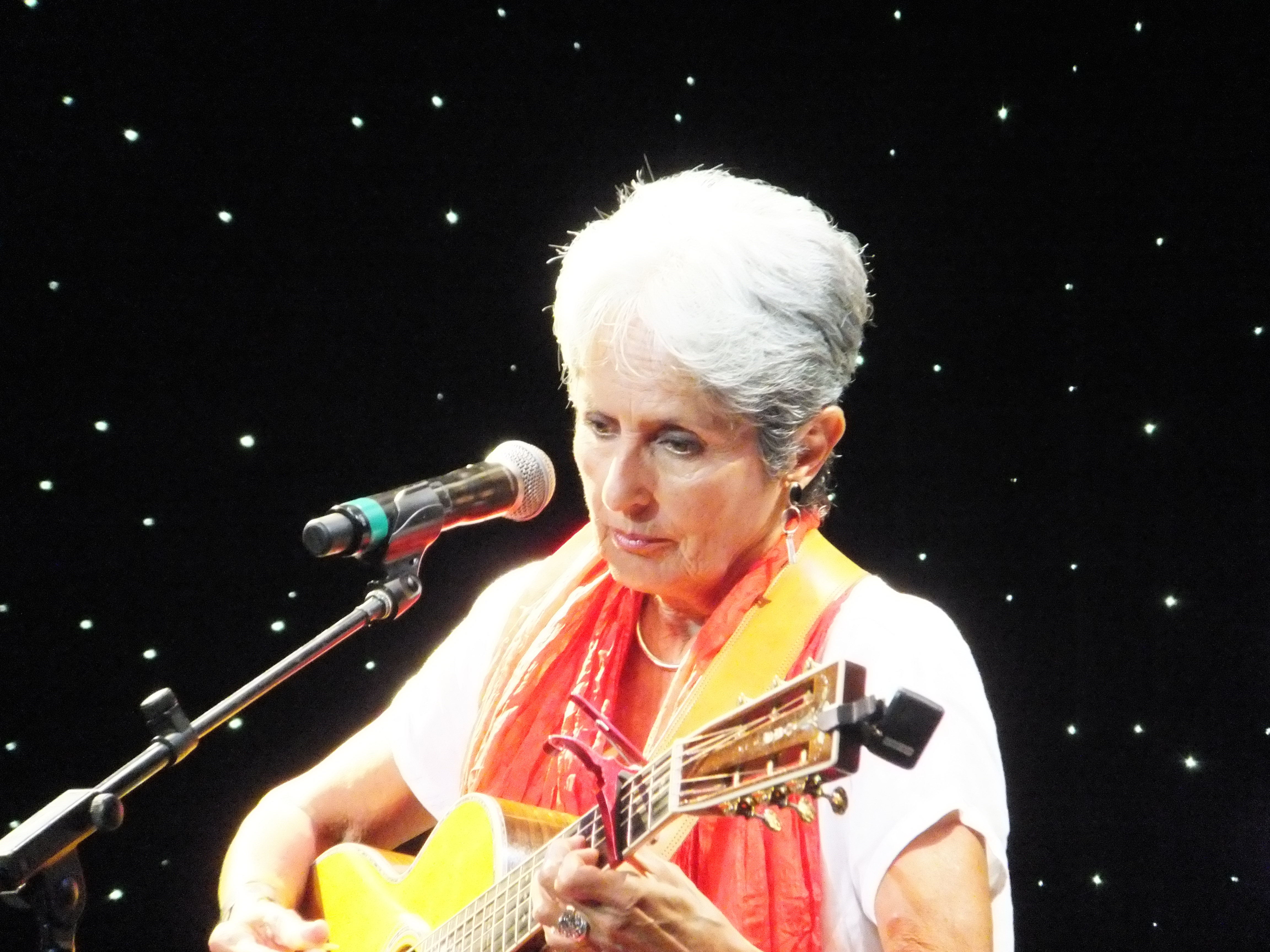
Joan Baez (* 1941)

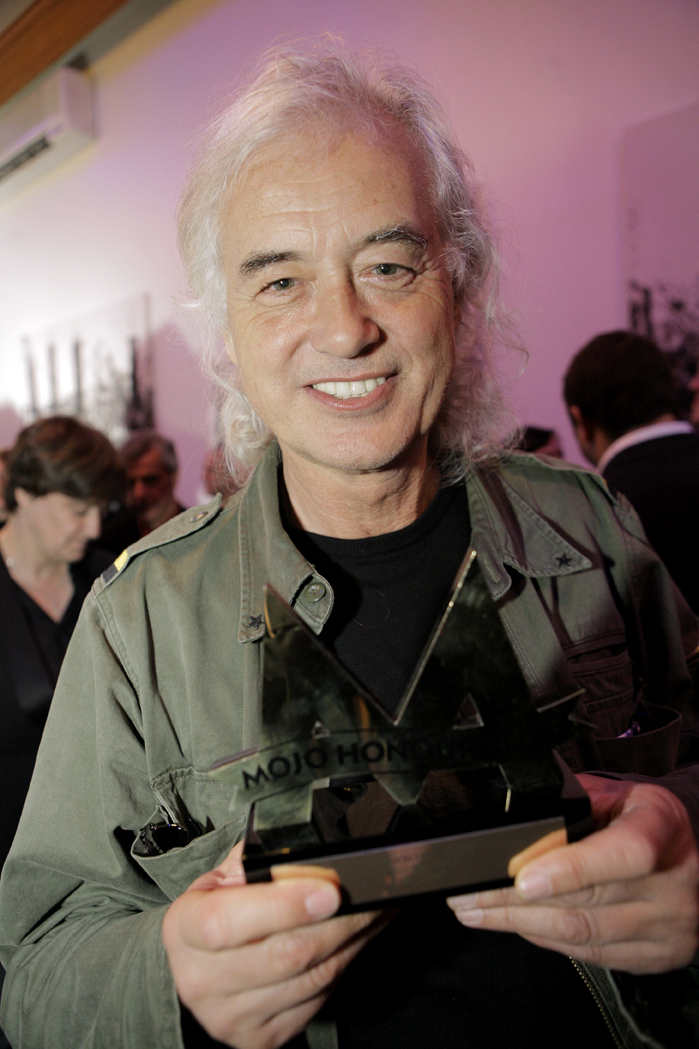
Jimmy Page (* 1944)

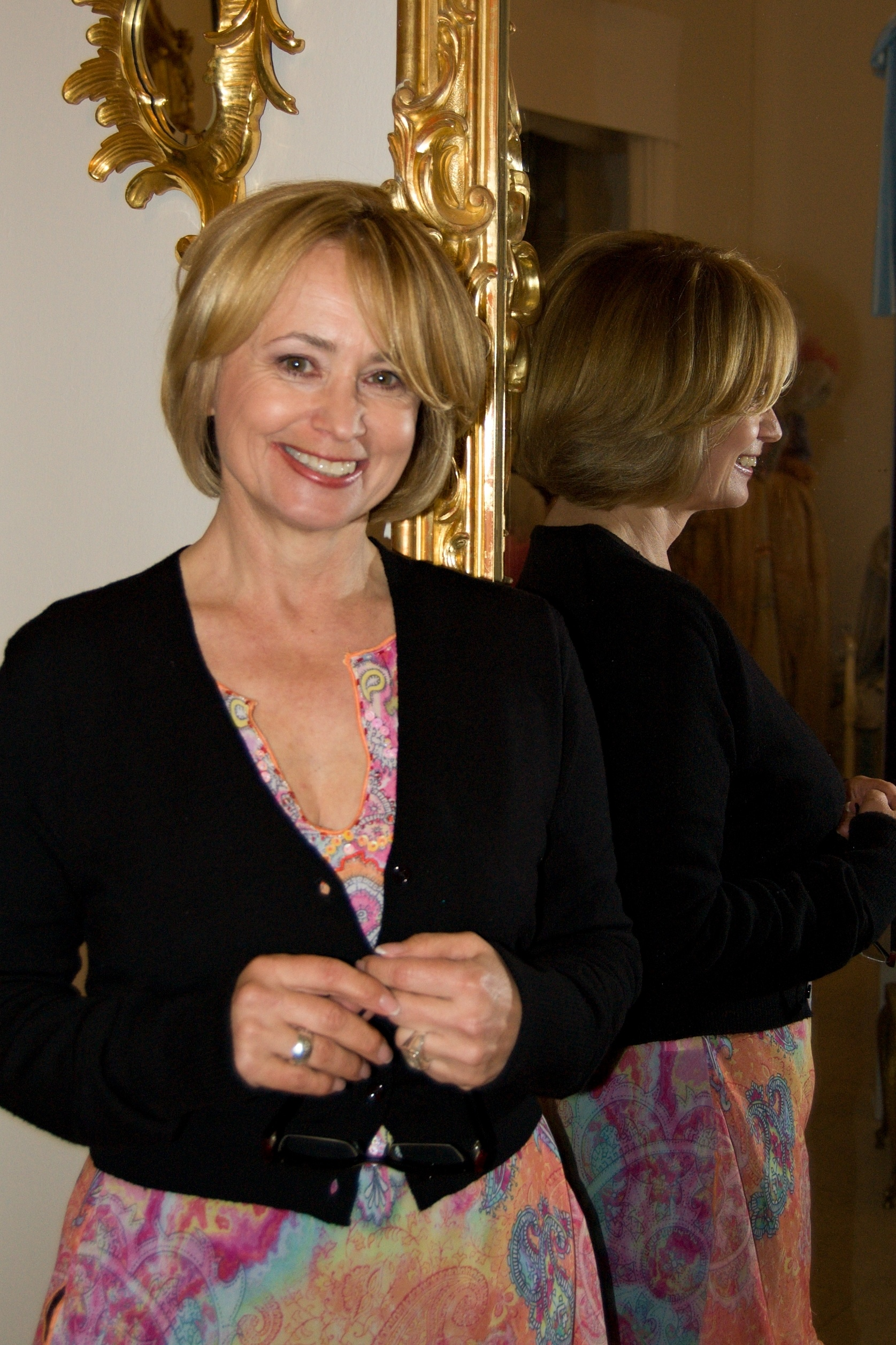
Jana Nagyová (* 1959)

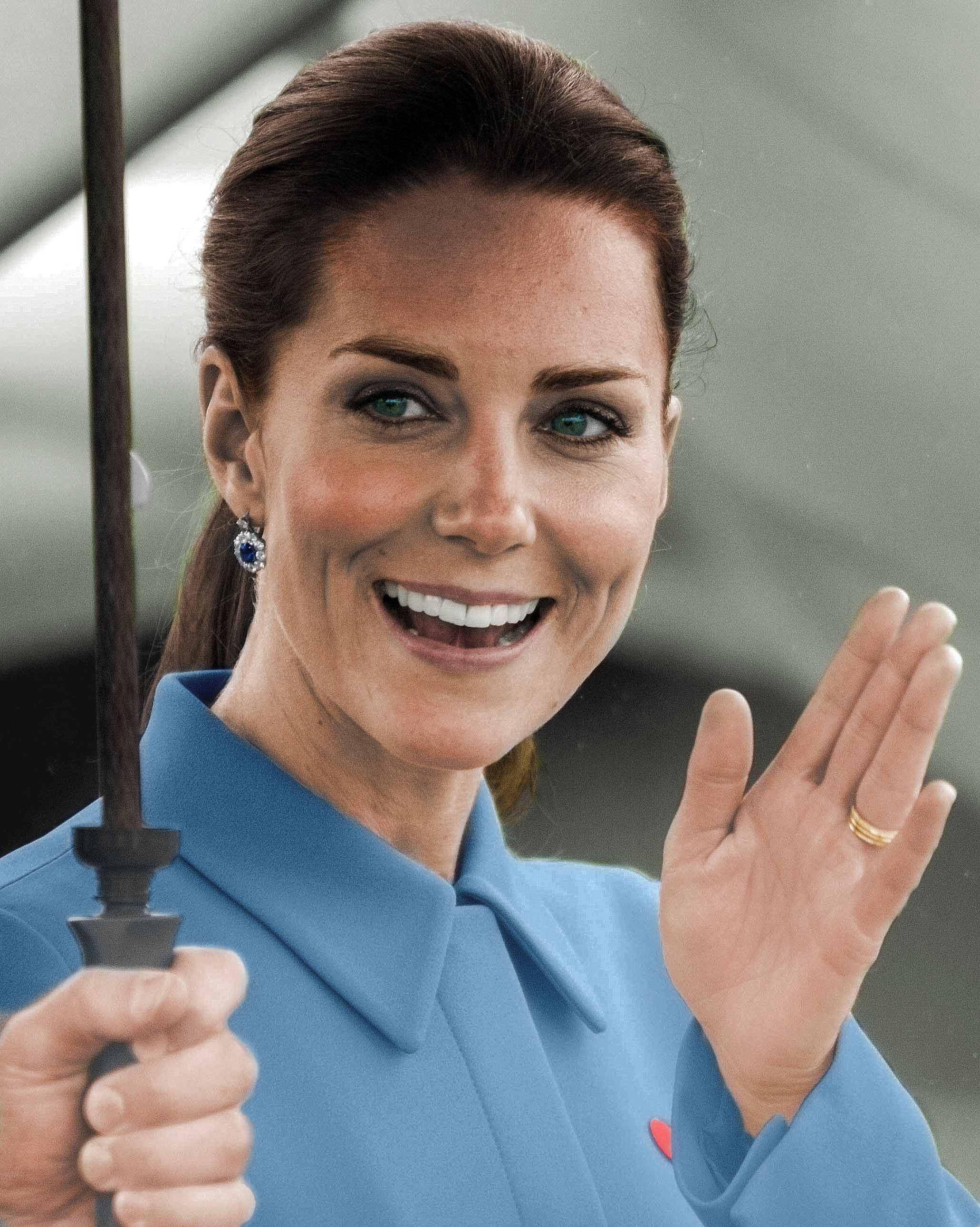
Catherine, vévodkyně z Cambridge (* 1982)

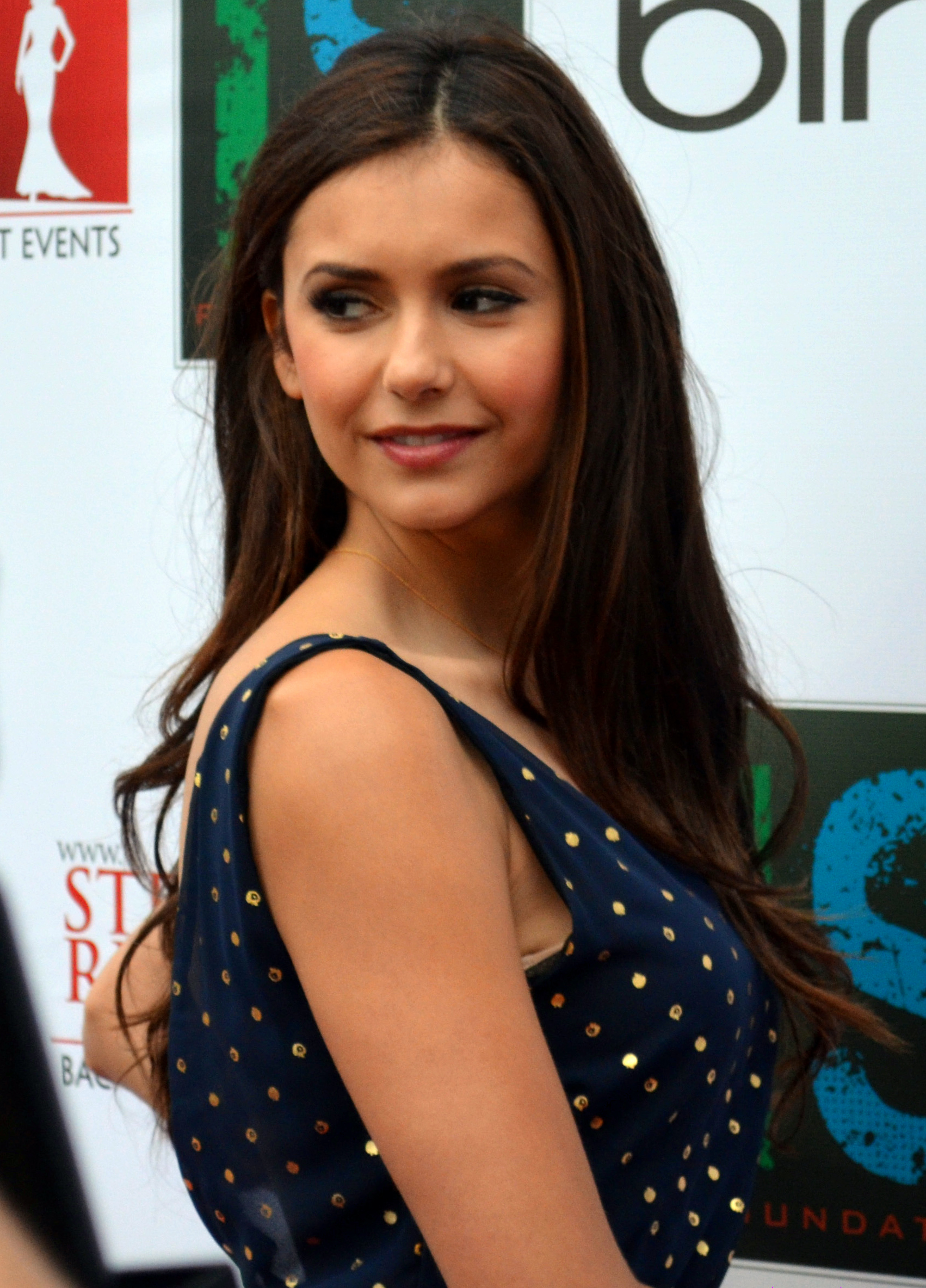
Nina Dobrev (* 1989)

- 0727 – Taj-cung, čínský císař († 10. června 779)
- 1554 – Řehoř XV., papež († 18. července 1623)
- 1571 – Karel Bonaventura Buquoy, francouzský vojevůdce, velitel císařských vojsk za třicetileté války († 10. července 1621)
- 1590 – Simon Vouet, francouzský barokní malíř († 30. června 1649)
- 1626 – Armand Jean Le Bouthillier de Rancé, francouzský teolog, zakladatel řádu trapistů († 27. října 1700)
- 1735 – John Jervis, britský admirál, významný námořní vojevůdce válek († 13. března 1823)
- 1757 – John Adair, americký politik († 19. května 1840)
- 1778 – Thomas Brown, skotský filozof, metafyzik a básník († 2. dubna 1820)
- 1779 – Marie Amálie Španělská, španělská infantka († 22. července 1798)
- 1781 – Johann Baptist von Spix, německý zoolog, přírodovědec a cestovatel v Jižní Americe († 14. března 1826)
- 1788 – Rudolf Jan kardinál Habsbursko-Lotrinský, olomoucký biskup a kardinál († 23. července 1831)
- 1797 – Ferdinand Petrovič Wrangel, ruský námořník a polárník († 6. června 1870)
- 1807
  - Šarlota Württemberská, ruská velkokněžna († 2. února 1873)
  - Mathias Schönerer, rakouský stavitel železnic († 30. října 1881)
- 1812 – Eduard van der Nüll, rakouský architekt († 4. dubna 1868)
- 1813 – Johann Paul Pauer, rakouský politik a poslanec Říšské rady († 1889)
- 1815 – Frederik Ferdinand Petersen, dánský fotograf († 18. prosince 1898)
- 1816 – Johann Planer, rakouský politik a poslanec Říšské rady († 31. října 1891)
- 1818 – Antoine Samuel Adam-Salomon, francouzský sochař a fotograf († 29. dubna 1881)
- 1828 – Josef Suppan, rakouský politik původem ze Slovinska († 5. července 1902)
- 1833 – William James Herschel, průkopník daktyloskopie († 24. října 1917)
- 1835 – Jataró Iwasaki, japonský průmyslník a finančník († 7. února 1885)
- 1840 – Marino Bonda, rakouský politik z Dalmácie († 24. března 1902)
- 1845 – Reidži Ezaki, japonský fotograf († 28. ledna 1910)
- 1849 – John Hartley, anglický tenista († 21. srpna 1935)
- 1854
  - Jennie Churchill, britská šlechtična, matka britského premiéra Winstona Churchilla († 9. června 1921)
  - Michael Brandl, rakouský politik († 9. února 1928)
- 1856
  - Anton Aškerc, slovinský básník, dramatik a římskokatolický kněz († 10. červen 1912)
  - Stevan Mokranjac, srbský hudební skladatel, folklorista, houslista, sbormistr a hudební pedagog († 28. září 1914)
- 1863 – Johann Smitka, rakouský politik a poslanec Říšské rady († 24. března 1944)
- 1864 – Karl von Czapp, ministr zeměbrany Předlitavska († 18. října 1952)
- 1868 – Søren Peder Lauritz Sørensen, dánský chemik († 12. února 1939)
- 1869 – Richard Abegg, německý chemik († 3. dubna 1910)
- 1870
  - Max Winter, rakouský novinář, spisovatel a politik († 10. července 1937)
  - Joseph Baermann Strauss, americký konstrukční inženýr († 16. května 1938)
- 1873
  - John Flanagan, americký trojnásobný olympijský vítěz v hodu kladivem († 3. června 1938)
  - Chajim Nachman Bialik, židovský básník († 4. července 1934)
- 1874 – José de Amézola y Aspizúa, španělský hráč peloty († 1922)
- 1876
  - Robert Michels, německý sociolog († 2. května 1936)
  - Gertrude von Petzold, polská unitářská teoložka, univerzitní učitelka a sufražetka († 14. března 1952)
- 1878
  - John Watson, americký psycholog († 25. srpna 1958)
  - Janusz Chmielowski, polský strojní inženýr a matematik († 26. květen 1968)
- 1879 – Mořic Arnold de Forest, francouzský automobilový závodník a britský politik († 6. října 1968)
- 1881
  - Lascelles Abercrombie, anglický básník a kritik filozofie († 27. října 1938)
  - Giovanni Papini, italský novinář a esejista († 8. července 1956)
- 1885 – Charles Bacon, americký běžec, olympijský vítěz v běhu na 400 metrů překážek († 15. listopadu 1968)
- 1890 – Kurt Tucholsky, německý novinář, satirik a spisovatel († 21. prosince 1935)
- 1891 – August Gailit, estonský spisovatel († 5. listopadu 1960)
- 1894 – Einar Lundell, švédský hokejista († 29. března 1976)
- 1895 – Greta Johanssonová, švédská reprezentantka ve skocích do vody († 28. ledna 1978)
- 1897 – Karl Löwith, německý fenomenologický filozof († 24. května 1973)
- 1898 – Karl Anton Rohan, rakouský politický spisovatel a publicista († 17. března 1975)
- 1900 – Richard Halliburton, americký cestovatel, spisovatel a dobrodruh († asi 1939)
- 1902 – Josemaría Escrivá de Balaguer, španělský katolický světec († 26. června 1975)
- 1903 – Gioacchino Colombo, italský konstruktér († 27. dubna 1987)
- 1908
  - Simone de Beauvoirová, francouzská spisovatelka († 14. dubna 1986)
  - Giordano Corsi, italský fotbalový útočník († 29. července 1958)
- 1912
  - Elias Zoghby, řeckokatolický arcibiskup, teolog, spisovatel († 16. ledna 2008)
  - Annemarie Heinrich, německo-argentinská fotografka († 22. září 2005)
  - Eduard van der Nüll, rakouský architekt († 4. dubna 1868)
- 1913 – Richard Nixon, 37. prezident USA († 22. dubna 1994)
- 1914 – Kenny Clarke, americký jazzový bubeník († 26. ledna 1985)
- 1915 – Herbert Huncke, americký spisovatel a básník († 8. srpna 1996)
- 1917 – Jimmy Maxwell, americký jazzový trumpetista († 20. července 2002)
- 1920
  - Rubén Ruiz Ibárruri, syn španělské komunistické političky Dolores Ibárruri († 14. září 1942)
  - João Cabral de Melo Neto, brazilský spisovatel († 9. října 1999)
- 1921 – Ágnes Keletiová, maďarsko-izraelská sportovní gymnastka  († 2. ledna 2025)
- 1922
  - Ahmed Sékou Touré, první guinejský prezident († 26. března 1984)
  - Har Gobind Khorana, americký biochemik a genetik indického původu († 9. listopadu 2011)
- 1923 – Karl-Heinz Metzner, německý fotbalista († 25. října 1994)
- 1924
  - Carola Braunbocková, německá herečka († 4. července 1978)
  - Sergej Paradžanov, arménský filmový režisér a scenárista († 20. června 1990)
- 1925 – Lee Van Cleef, americký herec († 16. prosince 1989)
- 1926 – Bucky Pizzarelli, americký kytarista († 1. dubna 2020)
- 1927
  - Nada Mamulová, srbská interpretka lidových milostných písní († 11. října 2001)
  - Michael Mark Woolfson, britský fyzik a astrofyzik († 23. prosince 2019)
  - František Ždiarsky, slovenský horolezec, horský vůdce a člen horské služby († 8. června 2004)
- 1928 – Domenico Modugno, italský zpěvák, textař, herec a poslanec († 6. srpna 1994)
- 1929 – Heiner Müller, německý dramatik, básník a režisér († 30. prosince 1995)
- 1930 – Igor Netto, sovětský fotbalista († 30. března 1999)
- 1931
  - Algis Budrys, americký redaktor a politik († 9. června 2008)
  - Michal Pucher, slovenský fotbalový útočník († 19. ledna 1999)
  - Tereza Rakousko-Toskánská, arcivévodkyně rakouská a bavorská princezna
- 1933 – Wilbur Smith, britský autor dobrodružných románů († 13. listopadu 2021)
- 1936 – Mike Davies, velšský tenista († 2. listopadu 2015)
- 1937 – Malcolm Cecil, anglický hudebník a hudební producent († 28. března 2021)
- 1941
  - Robert Putnam, americký politolog
  - Joan Baez, americká písničkářka
- 1943
  - Scott Walker, americký zpěvák, hudebník (multiinstrumentalista), hudební producent a skladatel († 22. března 2019)
  - Jerry Yester, americký zpěvák, hudební skladatel, hudební producent a hudební aranžér
- 1944
  - Jimmy Page, kytarista skupiny Led Zeppelin
  - Massimiliano Fuksas, italský architekt
  - Harun Farocki, německý filmový režisér († 30. července 2014)
- 1945
  - Roger Chartier, francouzský kulturní historik
  - Jana Posnerová, slovenská sportovní gymnastka, stříbrná na OH
  - Levon Ter-Petrosjan, první arménský prezident
- 1946 – Mogens Lykketoft, dánský politik
- 1947
  - Michal, slovenský pravoslavný duchovní
  - David Allen Brooks, americký herec
  - Nick Evans, velšský pozounista
  - Stefka Jordanovová, bulharská atletka, běžkyně († 16. ledna 2011)
- 1948
  - Cassie Gainesová, americká zpěvačka († 20. října 1977)
  - Andrej Imrich, slovenský římskokatolický kněz
  - Jan Tomaszewski, polský fotbalista a poslanec
- 1950
  - David Johansen, americký zpěvák, člen New York Dolls
  - Carlos Aguiar Retes, mexický římskokatolický duchovní
  - Alec Jeffreys, britský genetik
- 1951
  - Michel Barnier, francouzský ministr zahraničních věcí
  - Crystal Gayle, americká country a country-popová zpěvačka
- 1952
  - Marek Belka, premiér Polska
  - Aalaeddin Melmasi, íránský fotograf, překladatel a básník († 25. června 2011)
- 1953 – Morris Gleitzman, australský autor pro děti
- 1954
  - Milan Šmehýl, slovenský fotbalista († 17. května 2018)
  - Tomo Vukšić, bosenský římskokatolický kněz, biskup
- 1955
  - J. K. Simmons, americký herec
  - Karnit Flugová, izraelská ekonomka
- 1956
  - Juha Seppälä, finský prozaik
  - Lucyna Kałeková, polská atletka a sprinterka
  - Imelda Staunton, britská herečka
- 1957
  - Kari Hotakainen, finský spisovatel
  - Juryj Bandažeuski, běloruský vědec, profesor lékařství
  - Erkki Lehtonen, finský hokejista
- 1958
  - Mehmet Ali Ağca, turecký ultranacionalista, atentát na papeže Jana Pavla II.
  - Rob McClanahan, kanadský hokejista
- 1959
  - Jana Nagyová, slovenská herečka a německá podnikatelka
  - Rigoberta Menchú, guatemalská aktivistka, nositelka Nobelovy ceny míru za rok 1992
  - Benoît Philippe, německý lingvista a učitel píšící v esperantu
- 1960 – Pascal Fabre, francouzský automobilový závodník
- 1961 – Sandra Myersová, španělská atletka
- 1965
  - Štefan Hríb, slovenský novinář a moderátor
  - Muggsy Bogues, americký basketbalový hráč
  - Haddaway, trinidadský zpěvák
- 1966
  - Nicole Flagothierová, belgická judistka
  - Mirosław Piotrowski, polský historik, univerzitní profesor a politik
  - František Repka, slovenský a československý lyžař
- 1967
  - Claudio Caniggia, argentinský fotbalista
  - Oleg Šarapov, sovětský fotbalista
  - Vitalij Šarapov, sovětský fotbalista († 25. srpna 1999)
- 1968
  - Miloš Tomáš, slovenský fotbalista
  - Tracey Walston, americký basketbalista
- 1970
  - Axel Rodrigues de Arruda, brazilský fotbalista a reprezentant
  - Lara Fabian, belgicko-italská zpěvačka
  - Alex Staropoli, italský hudebník
- 1975
  - Martin Poljovka, slovenský fotbalista
  - James Beckford, jamajský atlet
- 1976
  - Martin Hromec, slovenský tenista
  - Andrea Stramaccioni, italský fotbalista a trenér
- 1978
  - Gennaro Gattuso, italský fotbalista
  - Simone Niggli-Luderová, švýcarská orientační běžkyně
  - Mathieu Garon, kanadský hokejista
  - AJ McLean, americký zpěvák, skladatel, herec, tanečník a model
- 1979
  - Daniele Conti, italský fotbalista
  - Taťána Pučeková, běloruská tenistka
- 1980
  - Sergio García, španělský golfista
  - Uroš Zorman, slovinský házenkář
- 1981
  - Euzebiusz Smolarek, polský fotbalista
  - Julia Dietze, německá herečka a modelka
- 1982
  - Catherine, vévodkyně z Cambridge, manželka britského prince Williama
  - Isaac Delahaye, belgický kytarista
- 1983
  - Marija Archipova, ruská zpěvačka, skladatelka a textařka
  - Jilleanne Rookardová, americká rychlobruslařka
- 1984 – Emanuela Bellezza, italsko-americká zpěvačka, skladatelka, kytaristka a pianistka
- 1985
  - Ján Dobrík, slovenský herec
  - Juanfran, španělský fotbalista
- 1986
  - Rafael Diaz, švýcarský lední hokejista
  - Klemen Bauer, slovinský reprezentant v biatlonu
- 1987
  - Paolo Nutini, skotský zpěvák
  - Olena Bilosjuk, ukrajinská biatlonistka
  - Lucas Leiva, brazilský fotbalista
  - Cristiano Donati, italský herec
- 1988
  - Jonathan Tehau, tahitský fotbalista
  - Monica Ungureanuová, rumunská judistka
- 1989
  - Nina Dobrevová, kanadská herečka
  - Michaëlla Krajiceková, holandská tenistka
  - María Guadalupe Gonzálezová, mexická reprezentantka v rychlochůzi
  - Jana Maximovová, běloruská atletka
  - James McQuilkin, severoirský fotbalista
- 1990 – Rolando Blackburn, panamský fotbalový útočník
- 1991
  - Álvaro Soler, španělský popový zpěvák
  - Amel Tuka, bosenskohercegovinský atlet
  - Sepp Wiegand, německý rallyový závodník
- 1992 – Jack Campbell, americký hokejista
- 1993
  - Július Gombala, slovenský fotbalista
  - Nicolai Brock-Madsen, dánský fotbalový útočník
  - Katarina Johnsonová-Thompsonová, britská atletka
- 1994
  - Paweł Cibicki, polsko-švédský fotbalový útočník
  - Hans Hateboer, nizozemský fotbalový obránce
  - Maximilian Schachmann, německý silniční cyklista
- 1995
  - Nicola Peltz, americká herečka
  - Dominik Livaković, chorvatský fotbalový brankář
- 1996
  - Nurmagomed Gadžijev, ruský zápasník
  - Milica Rakić, tříletá srbská dívka, zavražděna při náletech NATO v Jugoslávii († 17. dubna 1999)
- 1997 – Elvira Hermanová, běloruská sprinterka
- 1999 – Gedson Fernandes, portugalský fotbalový záložník
- 2001
  - Eric García, španělský fotbalista
  - Rodrygo, brazilský fotbalista

## Úmrtí
Automatický abecedně řazený seznam viz Kategorie:Úmrtí 9. ledna

### Česko
- 1766 – František Jindřich I. Šlik, šlechtic a politik (* 28. února 1696)
- 1767 – Joseph Ignatz Sadler, malíř (* 17. února 1725)
- 1786 – František Filip ze Šternberka, šlechtic, diplomat a dvořan (* 21. srpna 1708)
- 1829 – Tomáš Juren, evangelický písmák, kazatel a malíř (* 30. listopadu 1750)
- 1830 – Václav Tomáš Matějka, skladatel a kytarista (* pokřtěn 6. června 1773)
- 1862 – Martin Hassek, první volený třebíčský starosta (* 26. října 1796)
- 1881 – Hugo Ullik, malíř divadelních dekorací, ilustrátor a krajinář (* 14. května 1838)
- 1886 – Jan Ladislav Mašek, pedagog (* 28. února 1828)
- 1887 – Karel Ondra,  rusko-německý baptistický kazatel českého původu (* 1. března 1840)
- 1891 – Anton Friedrich, rakousko-český podnikatel a poslanec Českého zemského sněmu (* 15. června 1820)
- 1904 – Robert Gustav Siegl, rakousko-český politik a poslanec Moravského zemského sněmu (* 6. června 1834)
- 1907 – Václav Spitzner, botanik a středoškolský profesor (* 23. září 1852)
- 1910 – František Müller, tišnovský starosta a továrník (* 27. února 1847)
- 1915 – Antonin Foerster, slovinský klavírní virtuos českého původu (* 25. května 1867)
- 1916 – Jan Umlauf, malíř (* 21. května 1825)
- 1933
  - Jaroslav Červinka starší, ruský a československý generál (* 13. května 1848)
  - Věnceslav Hrubý, právník, filolog, historik a politik (* 21. listopadu 1848)
- 1939
  - Josef V. Sterzinger, filolog a lexikograf (* 28. prosince 1866)
  - Johann Gerstner, houslista a hudební pedagog (* 17. srpna 1851)
- 1940 – Josef Jiránek, klavírista, hudební pedagog a skladatel (* 24. března 1855)
- 1941 – Emma Löwenstamm, malířka a grafička židovského původu (* 1. července 1879)
- 1945 – Theodor Wollschack, československý politik německé národnosti (* 23. května 1855)
- 1948 – Rudolf Henčl, fotbalový funkcionář a trenér (* 24. dubna 1886)
- 1953 – Karel Hynek, básník (* 11. září 1925)
- 1954 – Josef Musil, generál Československé armády (* 23. března 1900)
- 1955 – Richard Schrötter, malíř (* 17. července 1893)
- 1965 – Břetislav Novotný, inženýr, automobilový konstruktér (* 21. června 1892)
- 1966 – Ladislav Prokeš, šachový mistr (* 8. června 1884)
- 1969 – Ladislav Vycpálek, hudební skladatel (* 23. února 1882)
- 1973 – Ladislav Babůrek, malíř (* 23. srpna 1911)
- 1974 – Jan Blahoslav Kozák, protestantský teolog (* 4. srpna 1888)
- 1977 – František Veselý, matematik, pedagog (* 19. února 1903)
- 1979
  - Josef Kuchynka, fotbalista, obránce a trenér (* 4. srpna 1894)
  - Václav Morch, zeměměřič a kartograf (* 21. listopad 1909)
- 1983 – Jarmila Kröschlová, tanečnice a choreografka (* 19. března 1893)
- 1995
  - Miroslav Pich-Tůma, odbojář, politik, funkcionář Státní bezpečnosti (* 22. srpna 1919)
  - Jan Bauch, malíř a sochař (* 16. listopadu 1898)
- 1997
  - Milan Kopřiva, typograf (* 22. listopadu 1929)
  - Ludmila Chybíková, dítě, které bylo v roce 1919 nalezeno na Vánoce a díky ní byly postaveny domy dětí (* 8. července 1918)
- 2004 – Jiří Krásl, akademický malíř, ilustrátor, grafik a typograf (* 11. ledna 1928)
- 2005
  - Antonín Klimek, historik (* 18. ledna 1937)
  - Rudolf Kundera, moravský malíř, vyhledávaný portrétista (* 9. března 1911)
- 2008 – Václav Čevona, mistr Československa v běhu na 1 500 metrů (* 24. května 1922)
- 2009 – Ludmila Forétková, herečka (* 8. května 1925)
- 2010 – Aleš Svoboda, anglista a lingvista, vysokoškolský pedagog (* 2. dubna 1941)
- 2013 – Helena Horálková, výtvarnice a animátorka (* 29. května 1933)
- 2014 – Věra Tichánková, herečka (* 7. prosince 1920)
- 2015 – Miroslav Soviš, biatlonista (* 14. ledna 1954)
- 2020
  - Milan Balabán, politik a projektant (* 3. června 1944)
  - Petar Introvič, zpěvák, harmonikář a kytarista (* 14. června 1951)
- 2021 – František Filip, filmový a televizní režisér (* 26. prosince 1930)
- 2022 – Dušan Klein, režisér a scenárista (* 27. června 1939)

### Svět

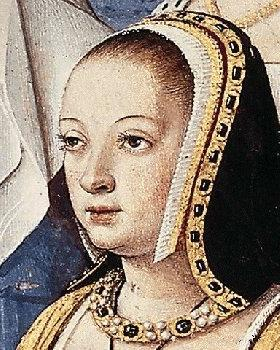
Anna Bretaňská († 1514)

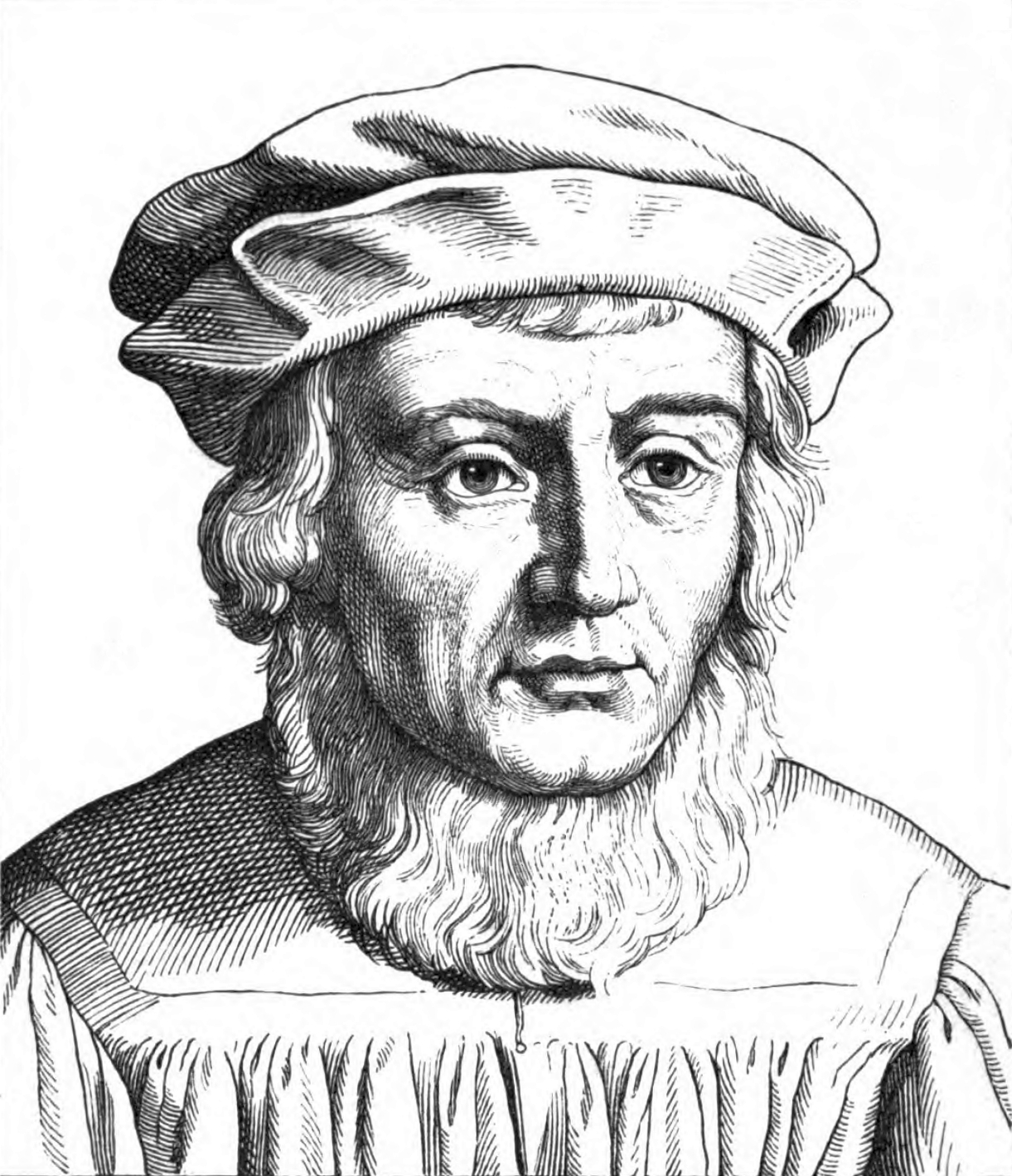
Johannes Aventinus († 1534)

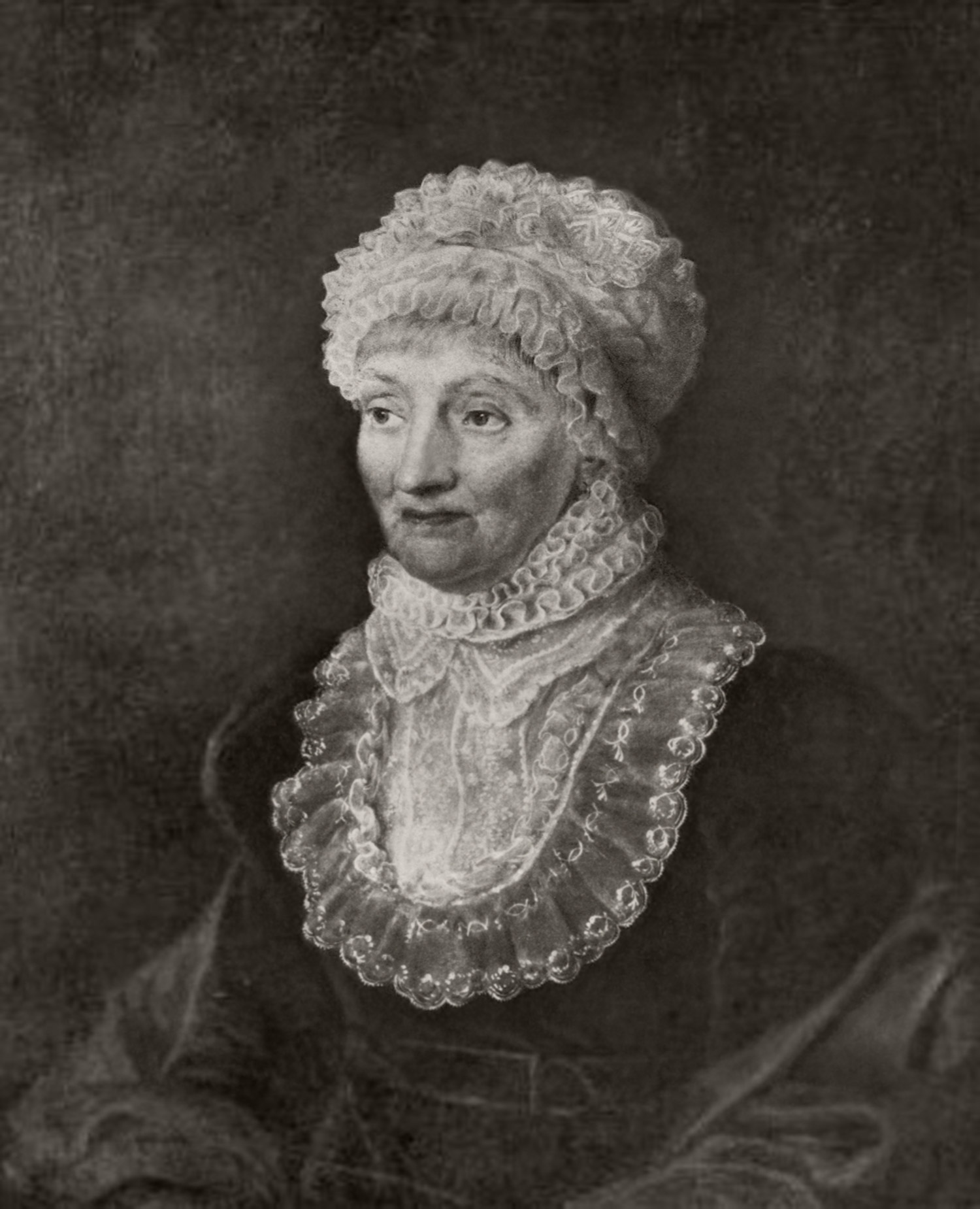
Caroline Herschel († 1848)

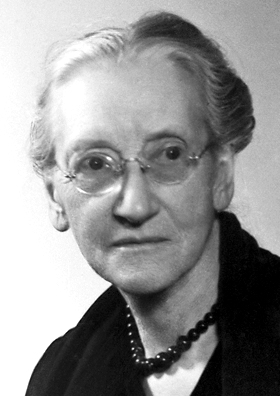
Emily Greene Balch († 1961)

- 1463 – Vilém Neville, 1. hrabě z Kentu (* asi 1410)
- 1472 – Hans Pleydenwurff, německý gotický malíř (* okolo 1420)
- 1499 – Jan Cicero Braniborský, čtvrtý kurfiřt Braniborského markrabství z dynastie Hohenzollernů (* 2. srpna 1455)
- 1514 – Anna Bretaňská, francouzská královna a vládnoucí bretaňská vévodkyně (* 25. ledna 1477)
- 1529 – Wang Jang-ming, čínský filozof a státník (* 31. října 1472)
- 1534 – Johannes Aventinus, německý humanistický historik (* 4. července 1477)
- 1562 – Akihisa Amago, japonský vojevůdce (* 8. března 1514)
- 1703 – Úrsula Micaela Morata, španělská řeholnice Řádu klarisek-kapucínek (* 21. října 1628)
- 1757 – Bernard le Bovier de Fontenelle, francouzský filozof a spisovatel (* 11. února 1657)
- 1796 – Giuseppe Avossa, italský hudební skladatel (* 1708)
- 1799 – Maria Gaetana Agnesiová, italská matematička a filozofka (* 16. května 1718)
- 1803 – Kirill Grigorjevič Razumovský, poslední hejtman záporožského vojska (* 17. března 1728)
- 1806 – Ján Révai, uherský římskokatolický duchovní, spišský biskup (* 7. srpna 1748)
- 1816 – Fridrich Vilém Nasavsko-Weilburský, německý šlechtic a nasavský princ (* 25. října 1768)
- 1819 – Kateřina Pavlovna, ruská velkokněžna, württemberská královna (* 10. května 1788)
- 1841 – Pierre Augustin Hulin, francouzský generál (* 6. září 1758)
- 1848 – Caroline Herschel, německá astronomka (* 16. března 1750)
- 1853 – Juan Nicasio Gallego, španělský kněz, politik a básník (* 14. prosince 1777)
- 1862 – Pauline Jaricotová, francouzská katolička a zakladatelka katolického díla Šíření víry (* 22. července 1799)
- 1872 – Henry Halleck, americký generál, vědec a právník (* 16. ledna 1815)
- 1873 – Napoleon III., francouzský císař (* 20. dubna 1808)
- 1878 – Viktor Emanuel II., italský král (* 14. března 1820)
- 1884 – Daniel Harrwitz, německý šachový mistr (* 29. dubna 1823)
- 1885 – Friedrich Stein, německý zoolog a entomolog (* 3. listopadu 1818)
- 1895 – Johann Mörtl, rakouský právník a politik (* cca 1821)
- 1899 – Arthur A. Denny, jeden ze zakladatelů města Seattle (* 20. června 1822)
- 1905 – Louise Michelová, francouzská anarchistka, učitelka a zdravotní sestra (* 29. květen 1830)
- 1907 – Marie Sasko-Altenburská, hannoverská královna (* 14. dubna 1818)
- 1908 – Wilhelm Busch, německý malíř, grafik a básník-humorista (* 15. dubna 1832)
- 1909 – Paul Gachet, francouzský lékař a amatérský malíř (* 30. července 1828)
- 1911 – Edvard Rusjan, rakousko-uherský průkopník letectví italsko-slovinského původu (* 6. června 1886)
- 1916 – Tadeusz Ajdukiewicz, polský malíř (* 1852)
- 1919 – Étienne Lamy, francouzský spisovatel a politik (* 2. června 1845)
- 1923 – Katherine Mansfieldová, novozélandská spisovatelka (* 14. října 1888)
- 1927 – Houston Stewart Chamberlain, myslitel a spisovatel britského původu (* 9. září 1855)
- 1928 – Sophie Mannerheim, finská zdravotnice (* 21. prosince 1863)
- 1939 – Johann Gerstner, český houslista a hudební pedagog (* 17. srpna 1851)
- 1941
  - August von Engel, předlitavský státní úředník a politik (* 1. července 1855)
  - Dimitrios Golemis, řecký atlet a olympionik (* 15. listopadu 1874)
- 1942 – Heber Curtis, americký astronom (* 27. června 1872)
- 1943 – Robin George Collingwood, anglický filozof a historik (* 22. února 1889)
- 1944 – Antanas Smetona, litevský politik (* 10. srpna 1874)
- 1945
  - Karola Skutecká-Karvašová, slovenská malířka (* 4. června 1893)
  - Ferdinand Karvaš, slovenský lékař (* 2. červen 1892)
- 1947
  - Johann Hötzendorfer, rakouský křesťansko sociální politik (* 18. května 1873)
  - Karl Mannheim, židovsko-maďarský sociolog, sociální filozof (* 27. března 1893)
  - Chajim Kalwarijski-Margalijot, sionistický aktivista v turecké a mandátní Palestině (* ? 1868)
- 1949 – Egon Josef Kossuth, slezský malíř, portrétista a grafik (* 15. srpna 1874)
- 1955
  - Petar Pecija Petrović, chorvatský spisovatel (* 21. srpna 1877)
  - Gerard Simond, francouzský hokejista a reprezentant (* 11. května 1904)
- 1957 – Viktor von Weizsäcker, německý neurolog, fyziolog a filozof (* 21. dubna 1886)
- 1961
  - Richard Hamann, německý historik umění (* 29. května 1879)
  - Emily Greene Balch, americká spisovatelka pacifistka, Nobelova cena míru 1946 (* 8. ledna 1867)
  - Ali Aganović, bosenskohercegovský islámský duchovní a pedagog (* 4. září 1902)
- 1964 – Halide Edib Adıvar, turecká spisovatelka a politička (* ? 1883)
- 1966 – Friedrich Wilhelm Foerster, německý filozof (* 9. června 1869)
- 1969 – Mira Mladějovská, historička umění, archivářka, muzejní a vlastivědná pracovnice (* 9. března 1899)
- 1970 – Käthe Kraussová, německá atletka (* 29. listopadu 1906)
- 1974 – Charles R. Tanner, americký úředník, obchodník a spisovatel (* 17. února 1896)
- 1978 – Fuad Safar, irácký archeolog (* říjen 1911)
- 1979
  - Pier Luigi Nervi, italský konstruktér a architekt (* 21. června 1891)
  - Ruben Allinger, švédský hokejista a reprezentant (* 23. prosince 1891)
  - Leandro Remondini, italský fotbalový záložník a trenér (* 17. listopad 1917)
- 1985 – Anton Karas, rakouský hráč na citeru a hudební skladatel (* 7. července 1906)
- 1986 – Michel de Certeau, francouzský kněz, sociolog, historik a filozof (* 17. května 1922)
- 1987 – Viktor Antonovič Ťomin, sovětský fotograf a fotoreportér (* 3. listopadu 1908)
- 1989 – František Hinduliak, slovenský fotbalový obránce a trenér (* 16. června 1922)
- 1990
  - Michail Iovčuk, sovětský filozof a politik (* 19. listopadu 1908)
  - Bazilio Olara-Okello, ugandský politik a krátce ugandský prezident (* 1929)
- 1991 – Marko Nikezić, srbský a jugoslávský komunistický politik (* 13. června 1921)
- 1993 – Hans Loewald, americký psychoanalytik (* 19. ledna 1906)
- 1995
  - Gisela Mauermayerová, německá olympijská vítězka v hodu diskem (* 24. listopadu 1913)
  - Suphanuvong, laoský politik, vůdce guerillového hnutí Pathet Lao (* 13. července 1909)
- 1996
  - Walter M. Miller, americký autor science fiction (* 23. ledna 1923)
  - Ildefons Pauler, duchovní a řeholník původem ze Slezska, velmistr řádu německých rytířů (* 9. listopadu 1903)
- 1997
  - Karol Borhy, slovenský fotbalový trenér (* 23. června 1912)
  - Edward Osóbka-Morawski, polský socialistický politik (* 5. října 1909)
- 1998
  - Lia Manoliuová, rumunská atletka, olympijská vítězka v hodu diskem (* 25. dubna 1932)
  - Imi Lichtenfeld, tvůrce bojového systému Krav Maga (* 26. května 1910)
  - Ken’iči Fukui, japonský chemik, Nobelova cena za chemii 1981 (* 4. října 1918)
- 1999
  - R. Gerallt Jones, velšský spisovatel (* 11. září 1934)
  - Jim Peters, britský maratonec (* 24. října 1918)
- 2001 – Paul Vanden Boeynants, premiér Belgie (* 22. května 1919)
- 2003 – Ignace Heinrich, francouzský atlet, desetibojař (* 31. července 1925)
- 2004 – Norberto Bobbio, italský filozof (* 18. října 1909)
- 2005
  - Andreas Lommel, německý etnolog (* 19. července 1912)
  - Rudolf Kundera, moravsko-francouzský malíř (* 9. března 1911)
- 2007
  - Štefan Harvan, slovenský lyžař (* 17. května 1937)
  - Jean-Pierre Vernant, francouzský historik (* 4. ledna 1914)
- 2008 – Jorge Anaya, vrchní velitel argentinského námořnictva (* 20. září 1926)
- 2009 – T. Llew Jones, velšský spisovatel dětských knih (* 11. října 1915)
- 2010 – Armand Gaétan Razafindratandra, madagaskarský kardinál (* 7. srpna 1925)
- 2011 – Peter Yates, britský filmový režisér (* 24. července 1929)
- 2012
  - Ernie Carson, americký kornetista a klavírista (* 4. prosince 1937)
  - Ruth Fernández, portorická zpěvačka, politička a herečka (* 23. května 1919)
  - Bridie Gallagher, irská zpěvačka (* 7. září 1924)
- 2013 – James M. Buchanan, americký ekonom (* 3. října 1919)
- 2014
  - Amiri Baraka, americký spisovatel (* 7. října 1934)
  - Dale T. Mortensen, americký ekonom (* 2. února 1939)
- 2015
  - Józef Oleksy, premiér Polska (* 22. června 1946)
  - James Lauritz Reveal, americký botanik (* 29. března 1941)
  - Angelo Anquilletti, italský fotbalista (* 25. duben 1943)
- 2016
  - Pierre Jodet, francouzský cyklokrosař (* 8. dubna 1921)
  - José María Rivas, salvadorský fotbalový útočník (* 12. května 1958)
- 2017
  - Zygmunt Bauman, polsko-britský sociolog (* 19. listopadu 1925)
  - Roberto Cabañas, paraguayský fotbalista (* 11. dubna 1961)
- 2018
  - Tommy Lawrence, skotský fotbalový brankář (* 14. května 1940)
  - Odvar Nordli, norský sociálnědemokratický politik (* 3. listopadu 1927)
- 2019
  - Joseph Jarman, americký jazzový hudebník a kněz (* 14. září 1937)
  - Kjell Bäckman, švédský rychlobruslař (* 21. února 1934)
  - Milan Pančevski, jugoslávský a severomakedonský politik (* 16. května 1935)
- 2020
  - Ivan Passer, česko-americký filmový scenárista a režisér (* 10. července 1933)
  - Larry Siegel, americký fotograf a galerista (* 1934)
- 2021 – Isaak Markovič Chalatnikov, sovětský, později ruský fyzik (* 17. října 1919)
- 2022
  - Bob Saget, americký herec a moderátor (* 17. května 1956)
  - Tošiki Kaifu, japonský politik (* 2. ledna 1931)

## Svátky

### Česko
- Vladan, Vladana, Vladivoj
- Valter, Valtr, Walther, Walter
- Vojslava
- Vasilisa
- Julián

### Svět
- Slovensko: Alexej, Alex, Alexia
- Panama:  Den mučedníků

### Liturgický kalendář
- Sv. Julián
- Sv. Valtr

## Pranostiky

### Česko
- O svatém Baziliši zima všudy čiší.

| 9. leden v pražském KlementinuÚdaje jsou platné k 11. 3. 2025. | 9. leden v pražském KlementinuÚdaje jsou platné k 11. 3. 2025. | 9. leden v pražském KlementinuÚdaje jsou platné k 11. 3. 2025. |
| minimum                                                        | denní průměr                                                   | maximum                                                        |
| -------------------------------------------------------------- | -------------------------------------------------------------- | -------------------------------------------------------------- |
| −27,0 °C (1789)                                                | −1,8 °C (od 1961)                                              | 12,8 °C (2007)                                                 |